# Seitenwagen-Weltmeisterschaft 2018
Die Seitenwagen-Weltmeisterschaft 2018 war eine von der FIM ausgetragene internationale Weltmeisterschaft für Motorradgespanne. Es wurden sieben Rennen mit insgesamt elf Läufen ausgetragen. Erlaubt waren Gespanne mit einem Hubraum von bis zu 600 cm³.
Ben Birchall wurde mit seinem Bruder Thomas Birchall als Beifahrer auf einem LCR-Yamaha-Gespann Seitenwagen-Weltmeister.

## Punkteverteilung
Weltmeister wird derjenige Fahrer beziehungsweise der Hersteller, der bis zum Saisonende die meisten Punkte in der Weltmeisterschaft angesammelt hat. Bei der Punkteverteilung werden die Platzierungen im Gesamtergebnis des jeweiligen Rennens berücksichtigt. Die fünfzehn erstplatzierten Fahrer jedes Rennens erhalten Punkte nach folgendem Schema:
| Punkteverteilung | Punkteverteilung | Punkteverteilung | Punkteverteilung | Punkteverteilung | Punkteverteilung | Punkteverteilung | Punkteverteilung | Punkteverteilung | Punkteverteilung | Punkteverteilung | Punkteverteilung | Punkteverteilung | Punkteverteilung | Punkteverteilung | Punkteverteilung |
| ---------------- | ---------------- | ---------------- | ---------------- | ---------------- | ---------------- | ---------------- | ---------------- | ---------------- | ---------------- | ---------------- | ---------------- | ---------------- | ---------------- | ---------------- | ---------------- |
| Platz            | 1                | 2                | 3                | 4                | 5                | 6                | 7                | 8                | 9                | 10               | 11               | 12               | 13               | 14               | 15               |
| Punkte           | 25               | 20               | 16               | 13               | 11               | 10               | 9                | 8                | 7                | 6                | 5                | 4                | 3                | 2                | 1                |

In die Wertung kommen alle erzielten Resultate.

## Rennen
| Nr.  | Datum                | WM-Lauf     | Strecke                       | Streckenlayout | Läufe      |
| ---- | -------------------- | ----------- | ----------------------------- | -------------- | ---------- |
| 1    | 21. April            | Frankreich  | Circuit Bugatti               |                | ein Lauf   |
| 2–3  | 11. und 12. Mai      | Slowakei    | Slovakiaring                  |                | zwei Läufe |
| 4–5  | 23. und 24. Juni     | Deutschland | Sachsenring                   |                | zwei Läufe |
| 6–7  | 30. Juni und 1. Juli | Ungarn      | Pannonia-Ring                 |                | zwei Läufe |
| 8    | 19. August           | Niederlande | TT Circuit Assen              |                | ein Lauf   |
| 9–10 | 8. und 9. September  | Kroatien    | Automotodrom Grobnik          |                | zwei Läufe |
| 11   | 6. Oktober           | Deutschland | Motorsport Arena Oschersleben |                | ein Lauf   |

### Rennergebnisse
|   | Datum        | Strecke       | Pole-Position                  | Lauf | Platz 1                            | Platz 2                            | Platz 3                            | Gesamtführung                  |
| - | ------------ | ------------- | ------------------------------ | ---- | ---------------------------------- | ---------------------------------- | ---------------------------------- | ------------------------------ |
| 1 | 21.04.       | Le Mans       | Ben Birchall / Thomas Birchall | 1    | Tim Reeves / Mark Wilkes           | Ben Birchall / Thomas Birchall     | Pekka Päivärinta / Jussi Verväinen | Tim Reeves / Mark Wilkes       |
| 2 | 11.–12.05.   | Slovakiaring  | Ben Birchall / Thomas Birchall | 1    | Pekka Päivärinta / Jussi Verväinen | Tim Reeves / Mark Wilkes           | Alan Founds / Thomas Christie      | Tim Reeves / Mark Wilkes       |
| 2 | 11.–12.05.   | Slovakiaring  | Ben Birchall / Thomas Birchall | 2    | Tim Reeves / Mark Wilkes           | Ben Birchall / Thomas Birchall     | Bennie Streuer / Kevin Rousseau    | Tim Reeves / Mark Wilkes       |
| 3 | 23.–24.06.   | Sachsenring   | Tim Reeves / Mark Wilkes       | 1    | Tim Reeves / Mark Wilkes           | Ben Birchall / Thomas Birchall     | Sam Christie / Adam Christie       | Tim Reeves / Mark Wilkes       |
| 3 | 23.–24.06.   | Sachsenring   | Tim Reeves / Mark Wilkes       | 2    | Ben Birchall / Thomas Birchall     | Tim Reeves / Mark Wilkes           | Sam Christie / Adam Christie       | Tim Reeves / Mark Wilkes       |
| 4 | 30.06–01.07. | Pannonia-Ring | Ben Birchall / Thomas Birchall | 1    | Tim Reeves / Mark Wilkes           | Pekka Päivärinta / Jussi Verväinen | Ben Birchall / Thomas Birchall     | Tim Reeves / Mark Wilkes       |
| 4 | 30.06–01.07. | Pannonia-Ring | Ben Birchall / Thomas Birchall | 2    | Pekka Päivärinta / Jussi Verväinen | Bennie Streuer / Kevin Rousseau    | Lewis Blackstock / Patrick Rosney  | Tim Reeves / Mark Wilkes       |
| 5 | 19.08.       | Assen         | Ben Birchall / Thomas Birchall | 1    | Tim Reeves / Mark Wilkes           | Pekka Päivärinta / Jussi Verväinen | Ben Birchall / Thomas Birchall     | Tim Reeves / Mark Wilkes       |
| 6 | 08.–09.09.   | Rijeka        | Ben Birchall / Thomas Birchall | 1    | Ben Birchall / Thomas Birchall     | Pekka Päivärinta / Jussi Verväinen | Bennie Streuer / Kevin Rousseau    | Tim Reeves / Mark Wilkes       |
| 6 | 08.–09.09.   | Rijeka        | Ben Birchall / Thomas Birchall | 2    | Ben Birchall / Thomas Birchall     | Bennie Streuer / Kevin Rousseau    | Pekka Päivärinta / Jussi Verväinen | Tim Reeves / Mark Wilkes       |
| 7 | 06.10.       | Oschersleben  | Ben Birchall / Thomas Birchall | 1    | Ben Birchall / Thomas Birchall     | Pekka Päivärinta / Jussi Verväinen | Bennie Streuer / Kevin Rousseau    | Ben Birchall / Thomas Birchall |

## Fahrerwertung
| Pos. | Fahrer             | Beifahrer                | Maschine          | FRA | SVK | SVK | DEU | DEU | HUN | HUN | NED | CRO | CRO | DEU | Punkte |
| Pos. | Fahrer             | Beifahrer                | Maschine          |     | R1  | R2  | R1  | R2  | R1  | R2  |     | R1  | R2  |     |        |
| ---- | ------------------ | ------------------------ | ----------------- | --- | --- | --- | --- | --- | --- | --- | --- | --- | --- | --- | ------ |
| 1    | Ben Birchall       | Thomas Birchall          | LCR-Yamaha        | 2   | 13  | 2   | 2   | 1   | 3   | DNF | 3   | 1   | 1   | 1   | 195    |
| 2    | Pekka Päivärinta   | Jussi Verväinen          | LCR-Honda         | 3   | 1   | 4   | DSQ | DSQ | 2   | 1   | 2   | 2   | 3   | 2   | 175    |
| 3    | Tim Reeves         | Mark Wilkes              | Adolf RS-Yamaha   | 1   | 2   | 1   | 1   | 2   | 1   | 10  | 1   | DNF | DNF | DNF | 171    |
| 4    | Bennie Streuer     | Kevin Rousseau           | LCR-Kawasaki      | DNF | 10  | 3   | 5   | 4   | 5   | 2   | 4   | 3   | 2   | 3   | 142    |
| 5    | Sam Christie       | Adam Christie            | LCR-Yamaha        | 9   | 5   | DNF | 3   | 3   | 8   | 5   | 9   | 4   | 4   | 6   | 112    |
| 6    | Janez Remše        | Eamon Mulholland         | ARS-Yamaha        | 8   | 8   | 10  | 6   | 6   | 9   | 6   | 7   | 6   | 8   | 8   | 94     |
| 7    | Lukas Wyssen       | Thomas Hofer             | LCR-Yamaha        | 6   | 4   | 5   | DSQ | DSQ | DNF | 4   | 8   | DNF | 7   | 4   | 77     |
| 8    | Peter Kimeswenger  | Jens Lehnertz            | LCR-Kawasaki      | DNF | 7   | 7   | 10  | 8   | 10  | 9   | 11  | 8   | 9   | 7   | 74     |
| 9    | Michael Grabmüller | Sebastien Lavorel        | LCR-Yamaha        | 7   | 9   | DNF |     |     | 7   | 7   | 10  | 7   | 5   | 5   | 71     |
| 10   | Lewis Blackstock   | Patrick Rosney           | LCR-Suzuki        | DNF |     |     | 4   | 5   | 4   | 3   | 14  |     |     |     | 55     |
| 11   | Scott Lawrie       | Michael Fairhurst        | LCR-Yamaha        | DNF | 6   | DNF | DNF | DNF | 6   | DNF | 6   | 5   | 6   |     | 51     |
| 12   | Jakob Rutz         | Marcel Fries             | LCR-Yamaha        | 12  | 11  | 8   | DSQ | DSQ | 11  | 8   | 12  | 9   | 10  |     | 47     |
| 13   | Alan Founds        | Thomas Christie          | LCR-Yamaha        | DNF | 3   | 6   | 7   | 7   |     |     | DNF |     |     |     | 44     |
| 14   | John Holden        | Lee Cain                 | LCR-Kawasaki      | 4   | DNF | DNF |     |     |     |     | 5   |     |     |     | 24     |
| 15   | Eero Pärm          | Mairon Meius             | LCR-Yamaha        |     |     |     | 8   | 9   | 12  | 11  |     |     |     | DNF | 24     |
| 16   | Tassilo Gall       | Anna Sophia Sattelberger | LCR-Suzuki        | 13  | 12  | 9   | 9   | DNF |     |     |     |     |     |     | 21     |
| 17   | Ricky Stevens      | Ryan Charlwood           | LCR-Kawasaki      | 5   |     |     |     |     |     |     |     |     |     |     | 11     |
| 18   | Philippe Le Bail   | Serge Lebeau             | LCR-Yamaha        | 10  |     |     |     |     |     |     |     |     |     |     | 6      |
| 19   | Brian Gray         | Jason Pitt               | LCR-Yamaha        | 11  |     |     |     |     |     |     |     |     |     |     | 5      |
| 20   | Kees Endeveld      | Jeroen Remmé             | Adolf RS-Kawasaki |     |     |     |     |     |     |     | 13  |     |     |     | 3      |
|      | Ben Holland        | Lee Watson               | LCR-Yamaha        | DNF |     |     |     |     |     |     |     |     |     |     |        |

| Farbe         | Bedeutung                               |
| ------------- | --------------------------------------- |
| Gold          | Sieger                                  |
| Silber        | 2. Platz                                |
| Bronze        | 3. Platz                                |
| Grün          | Platzierung in den Punkten              |
| Blau          | Klassifiziert außerhalb der Punkteränge |
| Violett       | Rennen nicht beendet (DNF)              |
| Violett       | nicht klassifiziert (NC)                |
| Rot           | nicht qualifiziert (DNQ)                |
| Schwarz       | disqualifiziert (DSQ)                   |
| Weiß          | nicht am Start (DNS)                    |
| Weiß          | zurückgezogen (WD)                      |
| Weiß          | Rennen abgesagt (C)                     |
| ohne Farbe    | nicht am Training teilgenommen (DNP)    |
| ohne Farbe    | verletzt oder krank (INJ)               |
| ohne Farbe    | ausgeschlossen (EX)                     |
| ohne Farbe    | nicht erschienen (DNA)                  |
| fett          | Pole-Position                           |
| kursiv        | Schnellste Rennrunde                    |
| unterstrichen | WM-Führung                              |
| hochgestellt  | Platzierung im Sprintrennen             |